# Lys, Pyrénées-Atlantiques
Lys är en kommun i departementet Pyrénées-Atlantiques i regionen Nouvelle-Aquitaine i sydvästra Frankrike. Kommunen ligger i kantonen Arudy som tillhör arrondissementet Oloron-Sainte-Marie. År 2022 hade Lys 322 invånare.

## Befolkningsutveckling
Antalet invånare i kommunen Lys
| Referens: INSEE |